# Rolls-Royce Silver Dawn
O Rolls-Royce Silver Dawn foi um carro de luxo produzido pela Rolls-Royce em sua fábrica em Crewe entre 1949 e 1955. Foi o primeiro Rolls-Royce a ser oferecido com carroceria de fábrica, que compartilhou, juntamente com o chassi, com o Bentley Mark VI até 1952 e, em seguida, com o Bentley R Type até o fim da produção em 1955. O carro foi introduzido inicialmente como um modelo exclusivo para exportação. Os modelos com volante à esquerda e transmissão manual tinham troca de marchas na coluna, enquanto os com volante à direita tinham troca de marchas no assoalho, próximo à porta. No mercado interno britânico, o Silver Dawn só se tornou disponível a partir de outubro de 1953, com a introdução do modelo correspondente ao Bentley R Type.

## História
Em 1944, W. A. Robotham percebeu que haveria uma demanda limitada no pós-guerra por chassis Rolls-Royce ou Bentley equipados com carrocerias de encarroçadoras especializadas e negociou um contrato com a Pressed Steel Company para uma carroceria de uso geral que transportasse quatro pessoas confortavelmente em seu chassi do pós-guerra, equipado, como sempre, com um radiador Rolls-Royce ou Bentley. Embora tenha aumentado a demanda para 2.000 por ano, a Pressed Steel ficou "perplexa" com a pequena demanda.
Apenas 760 foram produzidos entre 1949 e 1955. O Silver Dawn Série A-D tinha carroceria idêntica à do Mark VI. Em 1953, com a série "E" (número do chassi SKE2), a carroceria Silver Dawn foi modificada em paralelo à carroceria do Bentley Mk VI e um porta-malas grande foi adicionado. Enquanto o Bentley Mk VI foi renomeado para Bentley R após essa mudança, o Rolls-Royce Silver Dawn manteve seu nome. Mesmo com carrocerias de aço padrão produzidas em massa, todos os painéis à frente da antepara eram ligeiramente diferentes no Rolls-Royce daqueles instalados no Bentley.

## Descrição técnica
Em 1951, o Silver Dawn foi atualizado para o motor de 4 1/2 L e o filtro de óleo de fluxo total (número do chassi LSFC2). Em 1953, o cabeçote de alta compressão foi instalado a partir do número do chassi SMF66 e, a partir do mesmo número do chassi, o eixo de comando de válvulas do Bentley Mk VI passou a ser instalado em veículos com volante à esquerda. Os modelos anteriores, até maio de 1954, tinham um painel frontal diferente do Bentley Mk. VI e do R Type, e eram equipados com um único sistema de escapamento. Os modelos posteriores da série de chassis SRH2 tinham o painel frontal estilo Bentley e o sistema de escapamento duplo, como os instalados no Bentley R Type.

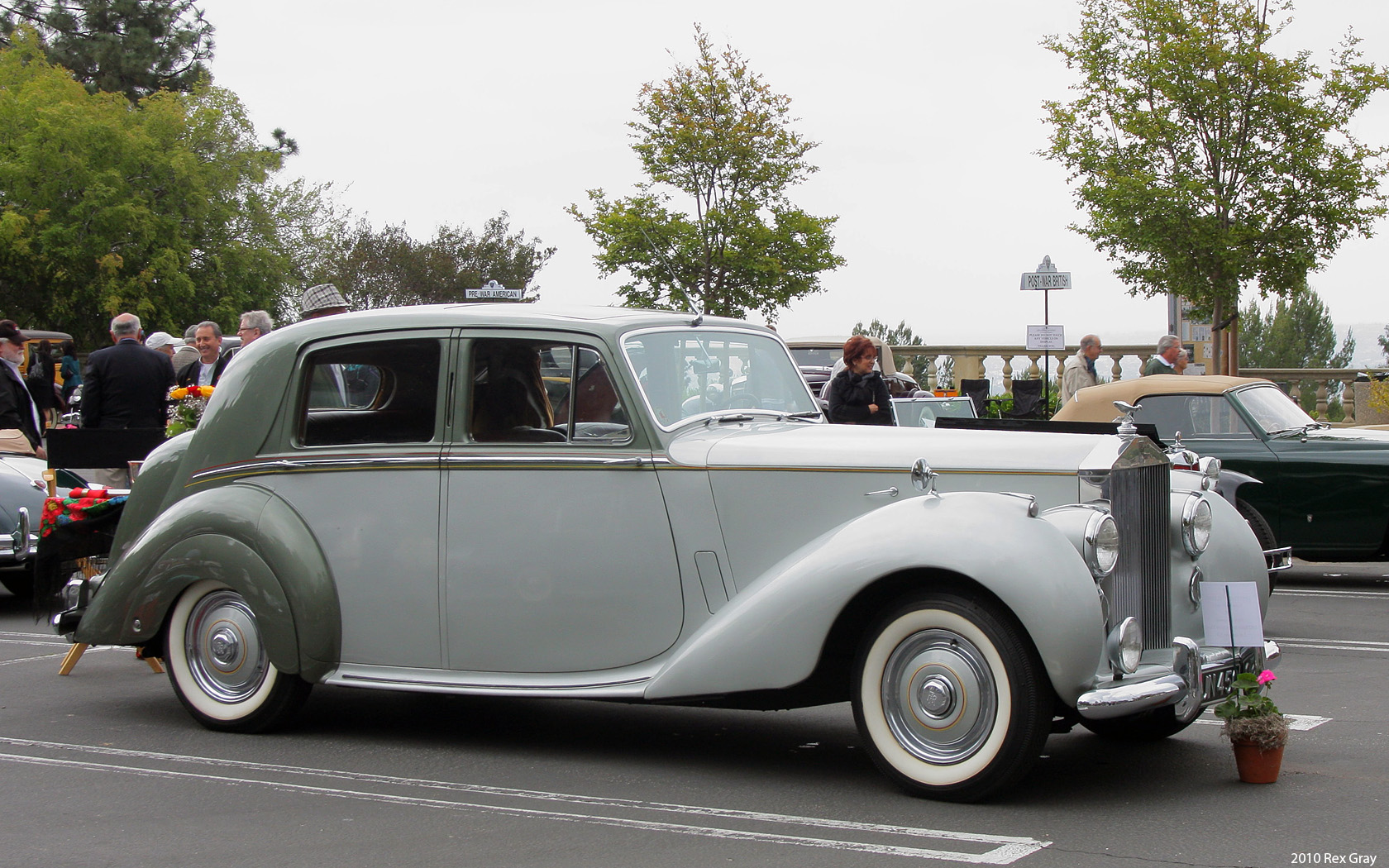
Rolls-Royce Silver Dawn (porta-malas pequeno) modelo 1952
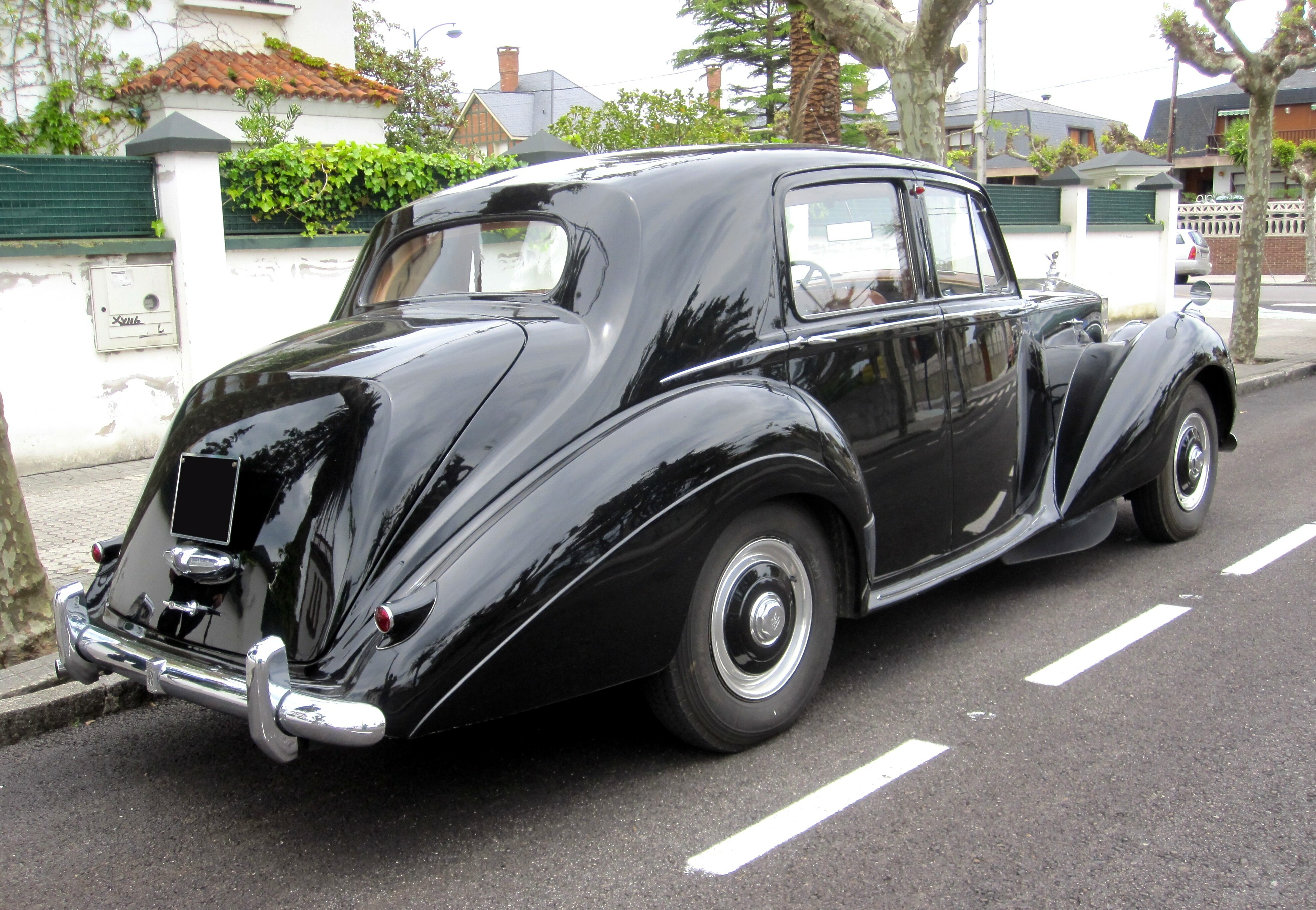
Rolls-Royce Silver Dawn (porta-malas grande) posterior
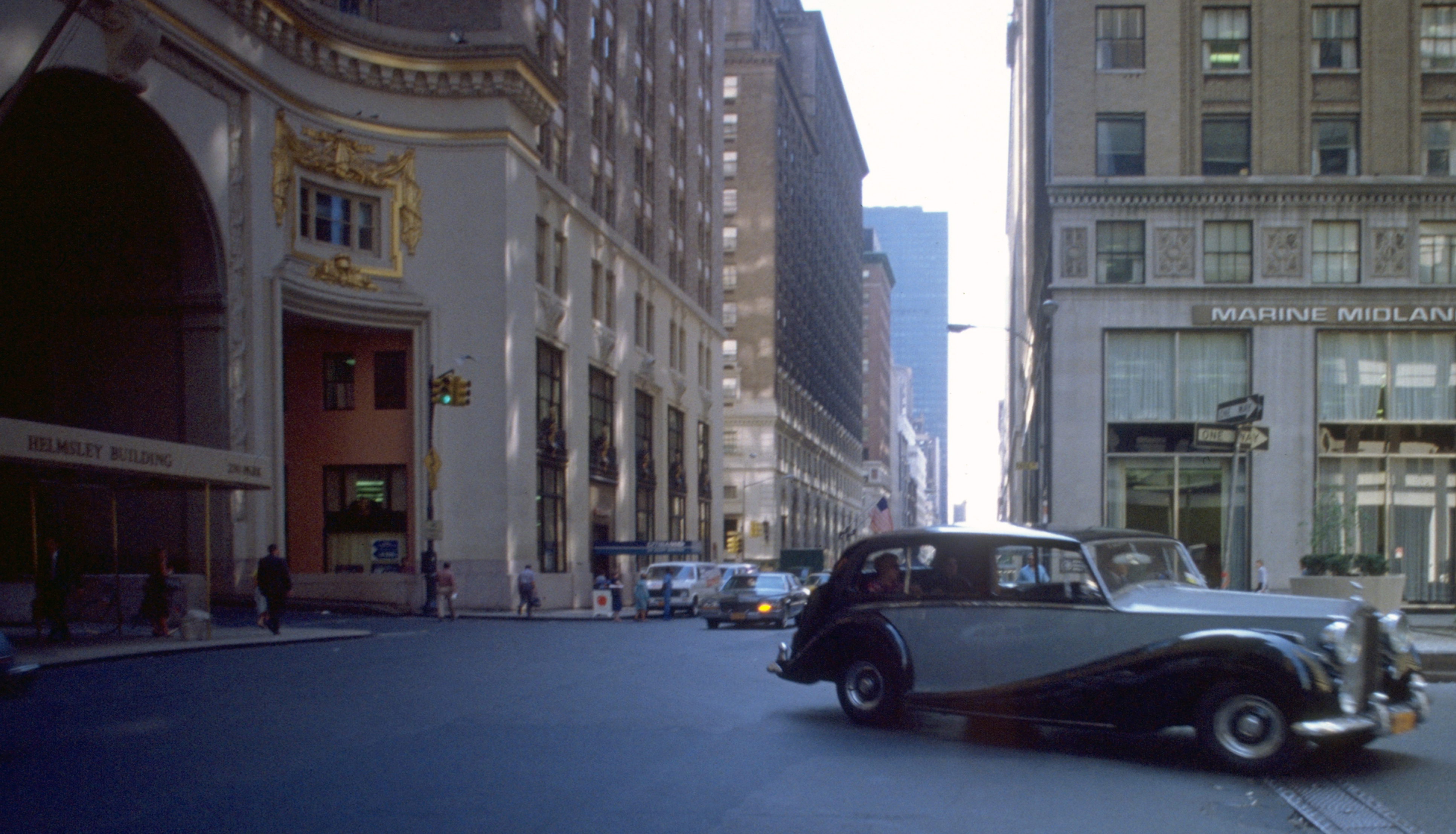
Rolls-Royce Silver Wraith, Park Avenue, Nova Iorque. O outro modelo da Rolls-Royce na época era produzido apenas com chassis e carrocerias por encarroçadoras independentes.
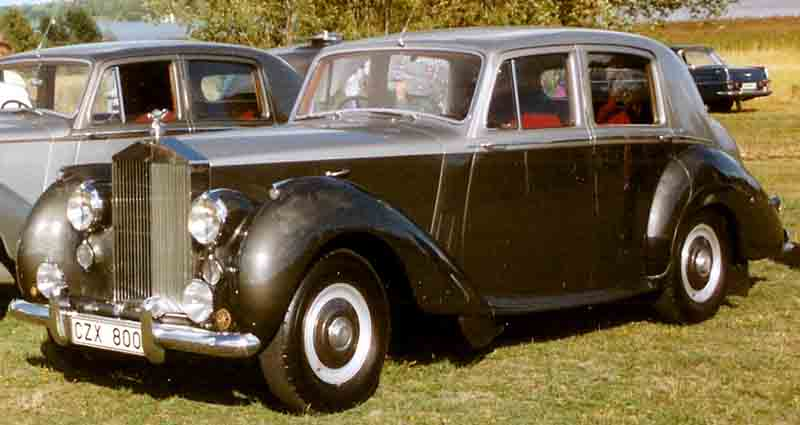
Rolls-Royce Silver Dawn 1954 sedã de 4 portas

O motor de seis cilindros em linha tinha válvulas de admissão no cabeçote e escape lateral e uma cilindrada de 4.257 cc até 1951, quando foi ampliado para 4.566 cc. O carburador até o chassi número SFC100 era um Stromberg tipo AAV 26 com duplo downdraught até 1952, quando foi substituído por um Zenith DBVC42.
Uma caixa de câmbio manual de 4 marchas foi instalada inicialmente em todos os carros, com uma automática de 4 marchas se tornando opcional no final de 1952 no chassi da Série "E" e no chassi correspondente do Bentley R Type. Há relatos conflitantes sobre se a caixa de câmbio automática se tornou padrão no Silver Dawn, mas opções manuais e automáticas estavam disponíveis até o final da produção. No entanto, a nota fiscal original de um modelo britânico de 1955 (chassi número SVJ115) mostra claramente que a caixa de câmbio automática era um opcional e custava ao comprador £ 70,00.
A suspensão dianteira era independente, utilizando molas helicoidais, enquanto na traseira o eixo rígido utilizava molas de lâmina semi-elípticas. O carro possuía um chassi separado, construído com a tradicional construção rebitada até 1953, quando passou a ser soldado. Freios a tambor servoassistidos de 311 mm eram utilizados, operados hidraulicamente na dianteira, mas mantendo a operação mecânica na traseira. Embora muitos carros fossem equipados com carrocerias de fábrica, outros eram fornecidos a encarroçadoras externas.

## Desempenho
Um Silver Dawn com carroceria de fábrica e transmissão automática, testado pela revista The Motor em 1954, atingiu uma velocidade máxima de 151,3 km/h e acelerava de 0 a 97 km/h em 15,2 segundos. O consumo de combustível registrado foi de 5,5 km/L. O carro de teste custou £ 4.704, incluindo impostos.

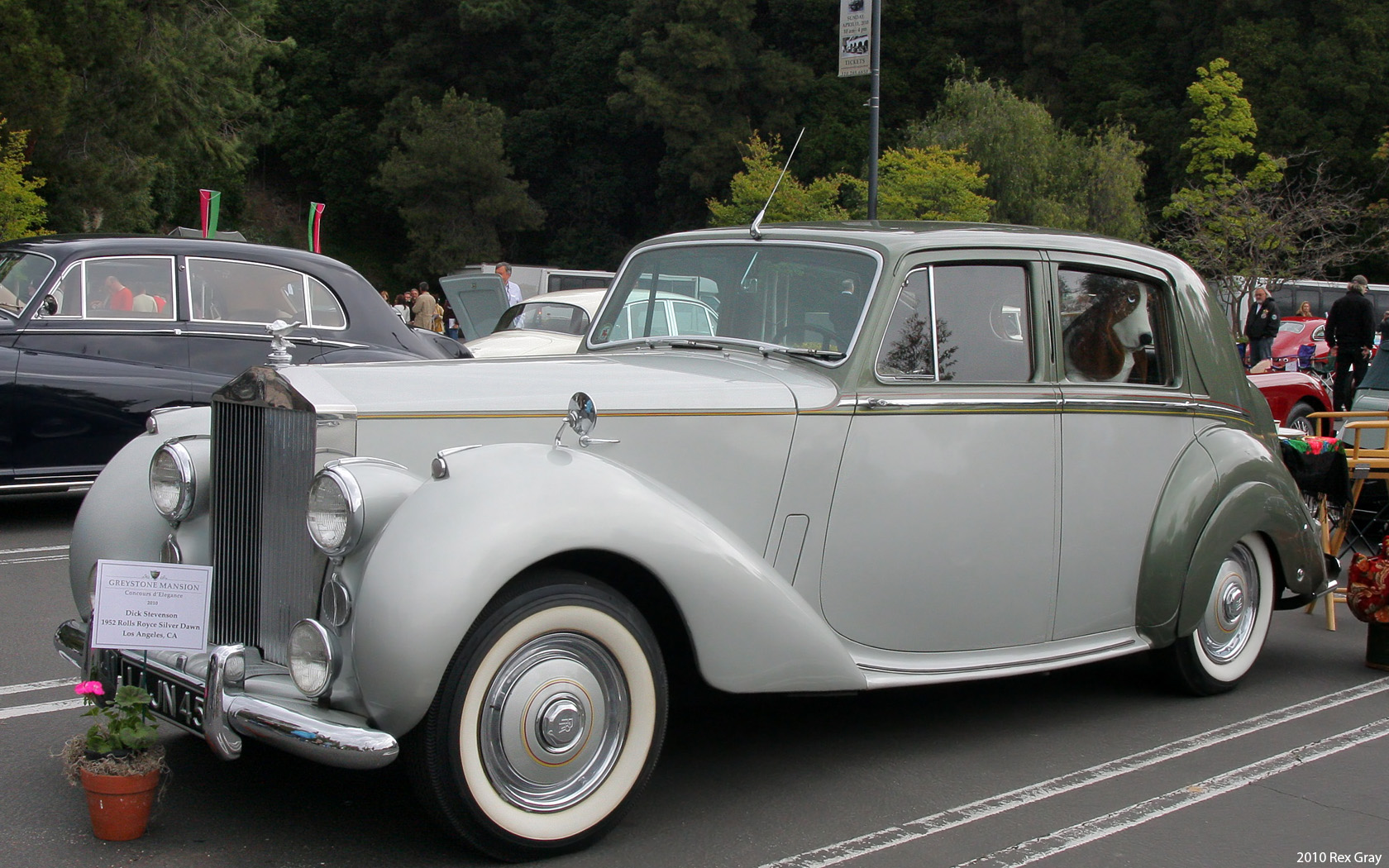
Carro de 1952 exportado para o mercado norte-americano